# Патара Дарбазі
Патара Дарбазі (груз. პატარა დარბაზი) — село в Грузії.
За даними перепису населення 2014 року в селі проживає 6 осіб.